# Camila Conceição Lima
Camila Conceição Lima es una deportista brasileña que compitió en piragüismo en la modalidad de aguas tranquilas. Ganó una medalla de bronce en el Campeonato Mundial de Piragüismo de 2010, en la prueba de C2 500 m.

## Palmarés internacional
| Campeonato Mundial | Campeonato Mundial | Campeonato Mundial | Campeonato Mundial |
| Año                | Lugar              | Medalla            | Evento             |
| ------------------ | ------------------ | ------------------ | ------------------ |
| 2010               | Poznań (Polonia)   | Medalla de bronce  | C2 500 m           |